# Дилворт, Джон
Джон Рассел Дилворт (род. 14 февраля 1963, Нью-Йорк) — американский мультипликатор, актёр, сценарист, режиссёр, художник-раскадровщик, продюсер. Наиболее известен как создатель мультсериала «Кураж — трусливый пёс».

## Карьера
Учился в Школе изобразительных искусств.
После окончания образования Дилворт стал арт-директором в компании Baldi, Bloom and Whelan Advertising, но в свободное время продолжал работать над собственными фильмами. Его короткометражный анимационный фильм «Курица из другого мира» (The Chicken from Outer Space) был номинирован на премию «Оскар» в 1996 году. Позднее телеканал Cartoon Network поручил Дилворту превратить короткометражку в сериал. В конечном итоге короткометражка легла в основу мультсериала «Кураж — трусливый пёс».
Дилворт является директором нью-йоркской студии дизайна и анимации Stretch Films, которую он основал в 1991 году. Некоторые из его короткометражных мультфильмов (таких, как «Злое кабаре» и «Похотливая птичка») впоследствии транслировались на телеканале MTV.

## Фильмография
- Пьер (1985) (студенческий фильм)
- The Limited Bird (1989)
- Earthday Birthday (1990)
- When Lilly Laney Moved In (1991)
- Smart Talk with Raisin (1993)
- Шоу Рена и Стимпи: Проведите с нами маленькое вонючее Рождество (1993)
- Похотливая птичка (1994)
- Angry Cabaret (1994)
- Курица из другого мира (1996)
- A Little Curious (1999)
- Кураж — трусливый пёс (мультсериал) (1999—2002)
- Catch Of The Day (2000)
- Кураж  в «Страшных монстрах» (2000)
- The Mousochist (2001)
- Life In Transition (2005)
- The Return of Sergeant Pecker (2006) (в титрах указан как Пьер Деларю)
- Garlic Boy (Random! Cartoons) (2008)
- Ринки Динк (2009)
- Bunny Bashing (2011)
- Макс Грин и инопланетяне (2012) (пилотная серия)
- Пароль к подсознанию (2013)[3]
- Туман Куража  (2014)
- Goose in High Heels (2017)
- Маму съел демон-паук (2017)